# Armenia rusa
La Armenia rusa (en armenio: Ռուսական Հայաստան) es el periodo de la historia de Armenia en el que este territorio estuvo bajo el dominio ruso. Abarca desde la incorporación de Armenia oriental al Imperio ruso en 1829 hasta la creación de la República Democrática de Armenia, tras la caída del régimen zarista, en 1918.

## Antecedentes
Durante cientos de años, los habitantes de la Armenia oriental vivieron bajo el dominio de los Imperios otomano y safávida. Posteriores guerras entre ambos imperios llevaron a la destrucción de muchas de las ciudades de Armenia, lo que hizo difícil la vida de los armenios. Agregado a esto, los armenios son cristianos, mientras que los otomanos y persas eran musulmanes.
En 1678, los dirigentes armenios llevaron a cabo en secreto el Congreso de Echmiadzin, donde decidieron que Armenia debía ser liberada de la dominación extranjera. En esta etapa, los armenios eran incapaces de luchar contra dos imperios a la vez, por lo que buscaron la ayuda en el extranjero. Israel Ori un armenio nativo de Karabaj, hijo de un melik o príncipe armenio, buscó ayuda en muchas capitales europeas. Murió en 1711 sin ver realizado el «sueño armenio».
En 1722, el zar de Rusia Pedro el Grande, declaró la guerra contra los persas safávidas. Los georgianos y armenios de Karabaj ayudaron a los rusos revelándose contra la dominación safávida. David Bek comandó la rebelión durante seis años, hasta que murió en el campo de batalla.

## La anexión de Rusia

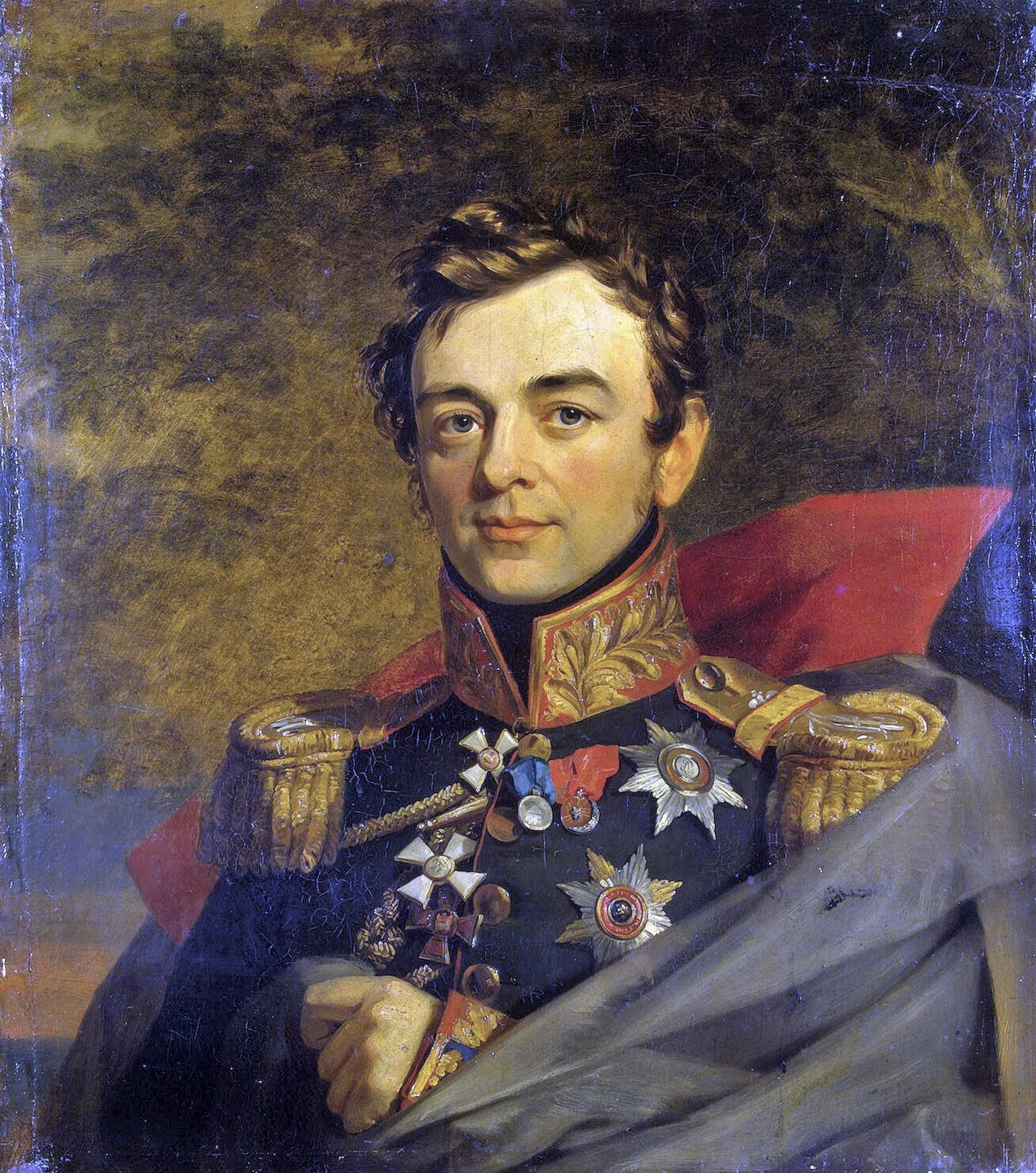
Iván Paskévich, gobernador ruso de Armenia.

Un punto de inflexión se produjo en 1801, cuando los rusos anexionaron el georgiano Reino de Kartli-Kajetia, lo que les dio una base firme en Transcaucasia. En las siguientes tres décadas, Rusia intentó expandir sus territorios hacia el sur, a expensas de otomanos y persas. Las campañas rusas tuvieron un entusiasta apoyo entre los armenios, liderados por el obispo de Tiflis, que tomó parte personalmente en la lucha. La Guerra ruso-persa (1804-1813) les mostró a los rusos que la conquista de los territorios en la Armenia Oriental solo les había servido para renunciar a ellos en el Tratado de Gulistán.
En el periodo 1827-1828, el zar Nicolás I declaró la guerra a los Qajaridas persas y solicitó la ayuda de los armenios, con la promesa de que, tras la guerra, su vida mejoraría. En 1828, con el Tratado de Turkmenchay, Rusia se anexionó Ereván y Najicheván. Se alentó a los armenios que aún vivían bajo el Imperio persa a emigrar a Rusia y 30 000 armenios partieron hacia Rusia. 
En 1828, los rusos declararon la guerra contra el Imperio otomano. Rápidamente fueron conquistadas Kars, Ajalkalaki, Ajaltsije, Erzurum, y llegaron hasta Trebisonda. Sin embargo, en el tratado de paz de 1829, los rusos devolvieron el recién capturado territorio armenio al Imperio otomano, manteniendo solo Ajalkalaki y Ajaltsije. Hubo otra ola de inmigración en los que 25 000 armenios otomanos se trasladaron a la Armenia rusa. Decenas de miles de musulmanes también emigraron a Persia o al Imperio otomano, garantizando a los cristianos una vez más la mayoría en el este de Armenia.

## Establecimiento del dominio del Imperio ruso

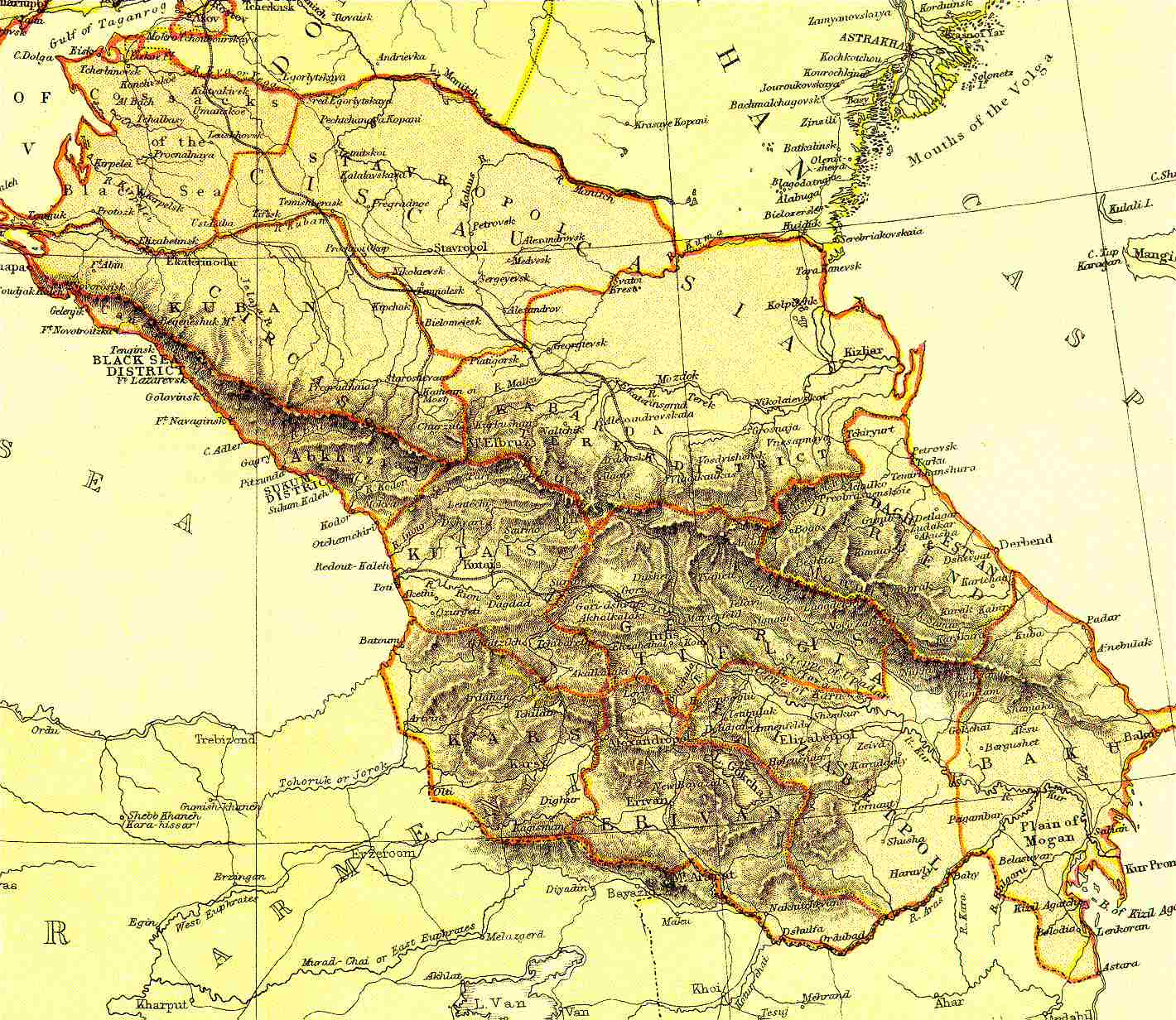
Mapa del Cáucaso, Georgia, Armenia, y Azerbaiyán en 1882.

Algunos patriotas armenios, como el obispo Nerses, tenían la esperanza de establecer una Armenia autónoma dentro del Imperio ruso, pero el nuevo régimen les decepcionó gravemente. El zar Nicolás I de Rusia y su gobernador en Transcaucasia, Iván Paskévich, tenían otros planes: hacer del Imperio ruso un estado centralizado y burocrático. Cuando el obispo Nerses se quejó, fue rápidamente enviado a Besarabia, lejos de la región del Cáucaso.
En 1836 fue promulgado por el gobierno ruso un reglamento, la Polozhenie (Estatuto), que redujo drásticamente los poderes políticos de los dirigentes religiosos de Armenia, incluido el de los catholicos, al tiempo que se preservó la autonomía de la Iglesia armenia. Después de 1836, en conformidad con las nuevas regulaciones, los catholicos de Echmiadzin fueron elegidos mediante un congreso, en el que participaron dignatarios religiosos y no religiosos. El zar tuvo la última palabra en la elección de los catholicos. No se permitía a los catholicos abrir escuelas, pero sí fundaron numerosas imprentas y alentaron la publicación de diarios armenios.

## Los armenios en el Imperio ruso

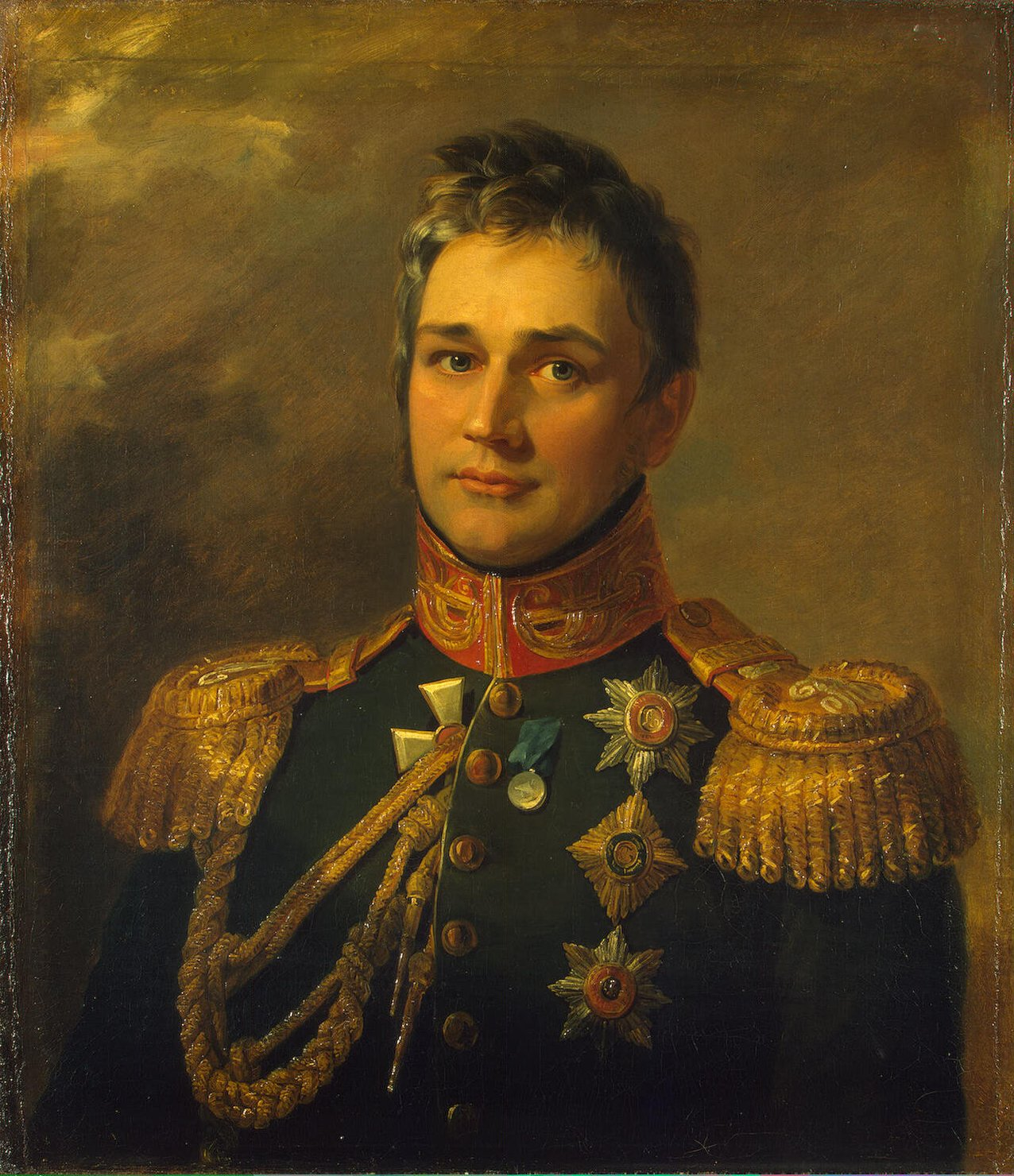
Mijáil Vorontsov, virrey del Cáucaso (1845-1854).

Un significativo número de armenios vivían ya en el Imperio ruso antes de la década de 1820. Después de la destrucción de los últimos remanentes de los estados independientes de Armenia en la Edad Media, la nobleza se desintegró, dejando a la sociedad compuesta principalmente por campesinos, además de una clase media que no eran más que artesanos y comerciantes. Estos exiliados se establecieron en la mayoría de los pueblos de Transcaucasia, de hecho, a principios del siglo XIX formaban la mayoría de la población de ciudades como Tiflis. 
Los comerciantes armenios realizaron su comercio a lo largo del mundo y muchos habían establecido su residencia dentro de Rusia. En 1778 Catalina la Grande invitó a los comerciantes armenios de Crimea a Rusia, y ellos establecieron asentamientos en Nakhicheván del Norte, cerca de Rostov del Don. Las clases dominantes rusas dieron la bienvenida a las habilidades empresariales de los armenios, como revulsivo económico, pero también mantuvieron una actitud de sospecha sobre ellos. La imagen del armenio como «astuto comerciante» se extendió ampliamente. Los nobles rusos obtenían sus ingresos de sus propiedades, trabajadas por siervos y, con su aristocrática aversión a participar en negocios, tenían poca compresión o simpatía por el modo de vida mercantil de los armenios.
No obstante, la clase media armenia prosperó bajo el mandato ruso y fueron los primeros en aprovechar las nuevas oportunidades para transformarse en una próspera burguesía, cuando el capitalismo y la industrialización llegaron a Transcaucasia, en la segunda mitad del siglo XIX. Los armenios eran mucho más expertos en la adaptación a las nuevas circunstancias económicas que sus vecinos de Transcaucasia, los georgianos y los azeríes, por lo que pronto se convirtieron en el elemento más poderoso en la vida municipal de Tiflis, la ciudad considerada por los georgianos como su capital.
A finales del siglo XIX, comenzaron a comprar las tierras a la nobleza de Georgia, que inició el declive después de la emancipación de los siervos. Los empresarios armenios se apresuraron a explotar el auge petrolero que se inició en la Transcaucasia, en la década de 1870, haciendo grandes inversiones en los campos de petróleo de Bakú (Azerbaiyán) y en las refinerías de Batumi, sobre la costa del Mar Negro.
Todo esto derivó en mayores tensiones entre los armenios, georgianos y azeríes de la Rusia transcaucásica, conflictos no simplemente de naturaleza étnica o religiosa, sino ocasionados también a factores sociales y económicos. No obstante, a pesar de la imagen popular del típico armenio como un exitoso hombre de negocios, a finales del siglo XIX el 80 % de los armenios de Rusia seguían siendo campesinos que trabajan la tierra.

## Imperio ruso hasta 1877

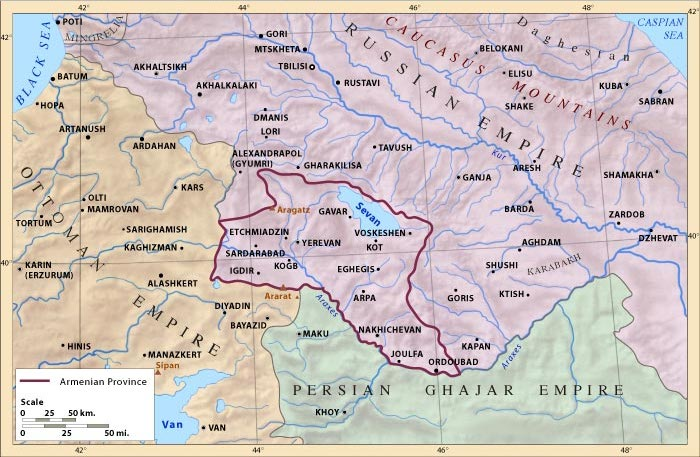
Mapa del óblast de Armenia.

Las relaciones entre las autoridades rusas y sus nuevos ciudadanos armenios no comenzó sin problemas. Dado que Armenia era la primera línea rusa contra los rivales otomanos y persas, en un principio se consideró como una zona militar. Hasta 1840, la Armenia rusa era una unidad administrativa separada, el óblast de Armenia, pero luego se fusionaron en otras provincias transcaucásicas sin tener en cuenta su identidad nacional. Las cosas mejoraron cuando Nerses Ashtaraketsi fue llamado de Besarabia y constituyó la Iglesia católica armenia en 1843. Además, Mijáil Vorontsov, que gobernó la Armenia rusa en calidad de virrey del Cáucaso entre 1845 y 1854, fue muy condescendiente con los armenios y sus costumbres.
Como consecuencia, a mediados del siglo XIX la mayoría de los intelectuales de Armenia era rusófila. La cultura armenia floreció en estos años, como una nueva provincia unificada bajo gobierno ruso, dando a los armenios un sentimiento de identidad compartida una vez más. Siendo parte del Imperio ruso, Armenia giró del Medio Oriente hacia Europa y se abrió a las modernas corrientes intelectuales, como la Ilustración y el Romanticismo. Fueron publicados una amplia gama de periódicos armenios y hubo un renacimiento literario encabezado por Mikael Nalbandian, que quiso modernizar el idioma armenio, y el poeta y novelista Raffi. La visión prorrusa de la intelectualidad armenia continuó bajo el zar Alejandro II, que fue muy elogiado por sus reformas.

## La guerra ruso-turca

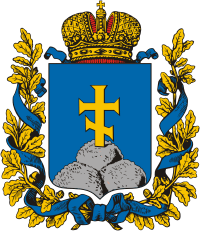
Escudo de la Gobernación de Ereván, durante el Imperio ruso.

La Guerra Ruso-Turca marcó un hito en la relación entre las autoridades rusas y sus súbditos armenios. Los armenios que aún vivían en la parte occidental de Armenia bajo el Imperio otomano esperaban la liberación de la dominación turca por parte de Rusia. En 1877, estalló la guerra entre Rusia y los otomanos por el tratamiento que recibían los cristianos de los Balcanes. Los rusos se mostraron dispuestos a movilizar el patriotismo armenio cuando avanzaban en un segundo frente contra los turcos en el Cáucaso, y muchos de los comandantes empleados eran de ascendencia armenia. Los rusos hicieron grandes ganancias territoriales en la parte occidental de Armenia antes del armisticio de enero de 1878. 
El Tratado de San Estéfano, firmado en marzo de 1878, no concedió a Rusia toda la Armenia occidental, sino que contenía una cláusula especial, el artículo 16, por el que Rusia garantizaba los derechos de los armenios todavía bajo dominio otomano contra la opresión. Sin embargo, los poderosos rivales de Rusia, Gran Bretaña y Austria, preocupados por los logros que Rusia había hecho a expensas de los otomanos, presionaron para revisar el tratado. En el Congreso de Berlín de 1878, Rusia se vio obligada a renunciar a todas sus conquistas en Armenia, entre otros territorios, salvo las regiones de Kars y Ardahan y el artículo 16 se vació de contenido. En el artículo 61, se afirmaba que las reformas solo debían ser llevadas a cabo en las provincias armenias del Imperio otomano después que el ejército ruso se hubiese retirado.

## El reinado de Alejandro III

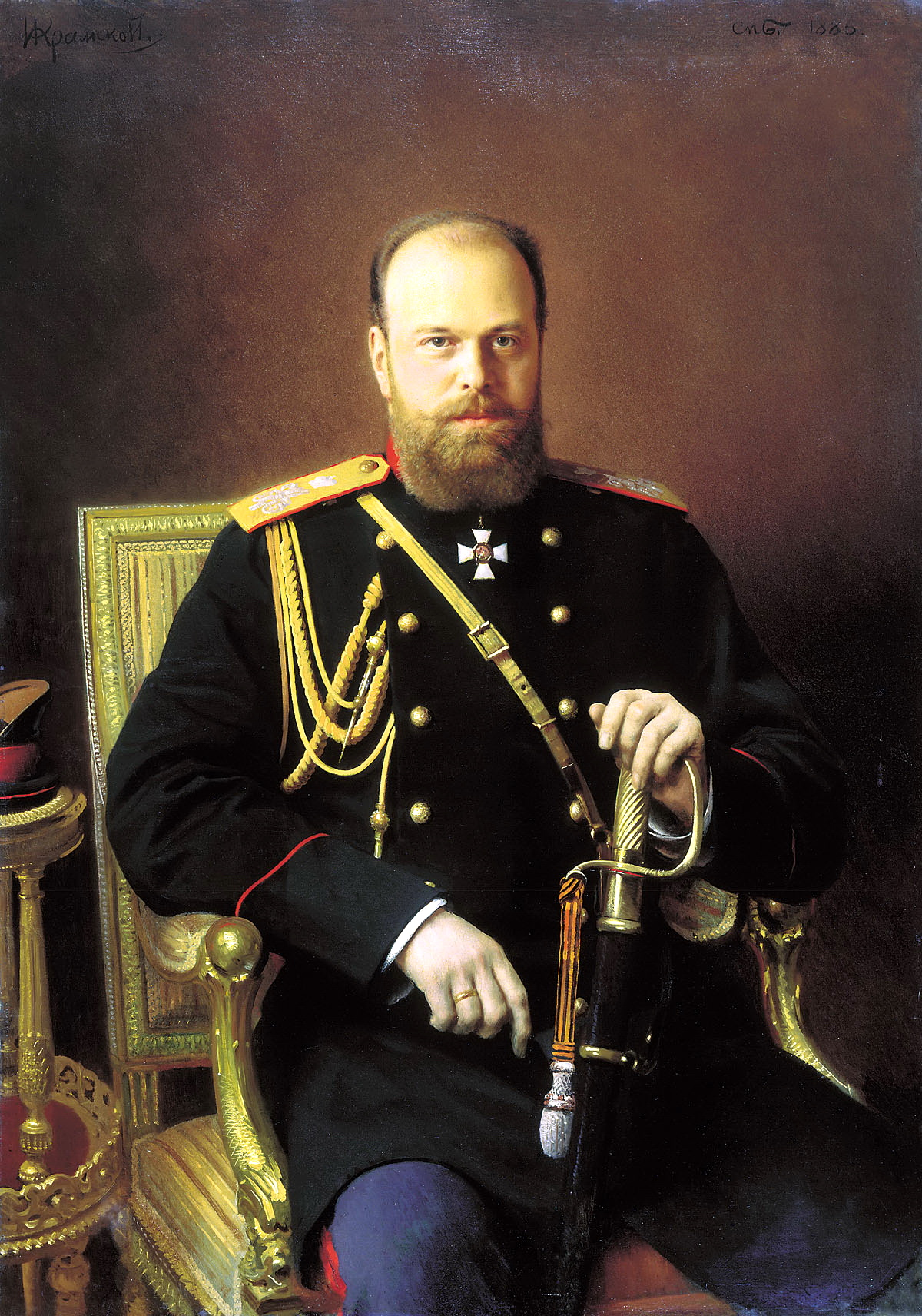
El zar Alejandro III de Rusia.

Tras el asesinato del zar reformista Alejandro II en 1881, la actitud de las autoridades rusas hacia las minorías nacionales del imperio cambió drásticamente. El nuevo zar, Alejandro III, con una perspectiva más conservadora, pretendía crear un estado autocrático altamente centralizado. El menor deseo de incrementar la libertad y autonomía de sus súbditos era tomado como una evidencia de rebelión. 

### Rusificación
En los últimos decenios del siglo XIX, también se registró un aumento en el chovinismo ruso respecto a los no-rusos, descrito en términos cada vez más racistas. Los armenios fueron objeto particular de abusos, de manera que a menudo se asemejó al antisemitismo. El primer signo del nuevo régimen, fue el despido del primer ministro de Alejandro II, el conde armenio Mijaíl Lorís-Mélikov, considerado demasiado liberal y etiquetado como un «asiático frenético» y «no verdadero patriota de Rusia». Las autoridades rusas también comenzaron a sospechar de dominio económico armenio en Transcaucasia. Paradójicamente, tales sospechas sobre los armenios, que se encontraban entre los más rusófilos de los súbditos del zar, como personas indignas de confianza, propensas a la conspiración revolucionaria, llevaron a los rusos a introducir políticas que produjeron el efecto cuyo objeto querían evitar, volviéndose los armenios más y más hacia los nuevos movimientos nacionalistas. 
La rusificación comenzó propiamente en 1885, cuando el virrey del Cáucaso, Dondukov -Korsakov, ordenó el cierre de todas las escuelas parroquiales de Armenia y su sustitución por unas rusas. Aunque las escuelas armenias se reabrieron al año siguiente, fueron objeto de un estricto control zarista, y el uso de la lengua armenia se desaconsejó en favor del ruso. Los rusos también comenzaron a perseguir a la Iglesia armenia, que se había separado de la Iglesia ortodoxa desde el año 451. La actitud de Rusia hacia el Imperio otomano cambió, y en la década de 1890, Rusia y Gran Bretaña habían intercambiado los papeles. Entonces era Rusia quien apoyaba el status quo en la parte occidental de Armenia, mientras los británicos instaban a la mejora de las condiciones de los cristianos en la región. 
Las autoridades rusas estaban intranquilas por los movimientos revolucionarios nacionalistas armenios en el Imperio otomano y temían que sus vínculos con los armenios orientales aumentaran la subversión dentro de la Transcaucasia rusa. El régimen zarista reprimió cualquier intento de los armenios de Rusia de participar en las acciones a lo largo de la frontera, como la Expedición Gugunian de 1890.

### El crecimiento del nacionalismo armenio
Los armenios jugaron un papel ínfimo en los movimientos revolucionarios del Imperio ruso hasta la década de 1880. A partir de ese momento, las ideas de Grigor Artsuni, editor del periódico Mshak (El cultivador), basado en Tiflis, gozó de gran popularidad entre la intelectualidad armenia. Artsuni creía que la vida bajo el Imperio ruso representaba un «mal menor» para su pueblo. Los armenios rusos estaban profundamente preocupados por la difícil situación de sus compatriotas bajo dominio de los Imperios otomano y persa, en especial los campesinos de Armenia occidental, que fueron ignorados por la mayoría de los intelectuales armenios otomanos de Estambul y Esmirna. Ereván y Tiflis eran unas opciones mucho más evidentes para promover la actividad revolucionaria entre los armenios al este del Imperio otomano. La unidad de Armenia, dividida entre tres imperios, aseguró que los movimientos políticos armenios tuvieran poco en común con los demás movimientos políticos del Imperio ruso.
El crecimiento del nacionalismo armenio fue paradójicamente impulsado por las autoridades rusas con las medidas anti-armenias de la década de 1880. En 1889, Christapor Mikaelian fundó el movimiento Jóvenes Armenios en Tiflis. Sus objetivos eran llevar a cabo represalias contra los kurdos, considerados culpables de perseguir a los armenios en el Imperio otomano, así como el contrabando de armas y el fomento de las acciones guerrilleras. También estableció vínculos con un nuevo partido nacionalista armenio otomano, la Hunchaks. En 1890 Mikaelian y su colega Simon Zavarian sustituyeron Jóvenes Armenios por un nuevo partido: la Federación Revolucionaria Armenia, generalmente conocido como el Dashnaks. El Dashnaks intentó convencer al Hunchaks de unirse a ellos, pero ambos rompieron en 1891 y la rivalidad entre los partidos fue una de las principales características del subsiguiente nacionalismo armenio, a pesar de que ambas partes eran socialistas en sus programas económicos. El principal objetivo de la Dashnaks era el nacionalismo y la independencia, con especial énfasis en el destino de los armenios otomanos. Pronto tuvieron sucursales en Rusia, Persia y Turquía. Después de la fragmentación de los Hunchaks a mediados de la década de 1890, se convirtieron en la fuerza nacionalista dominante en la Armenia rusa.

## El reinado de Nicolás II

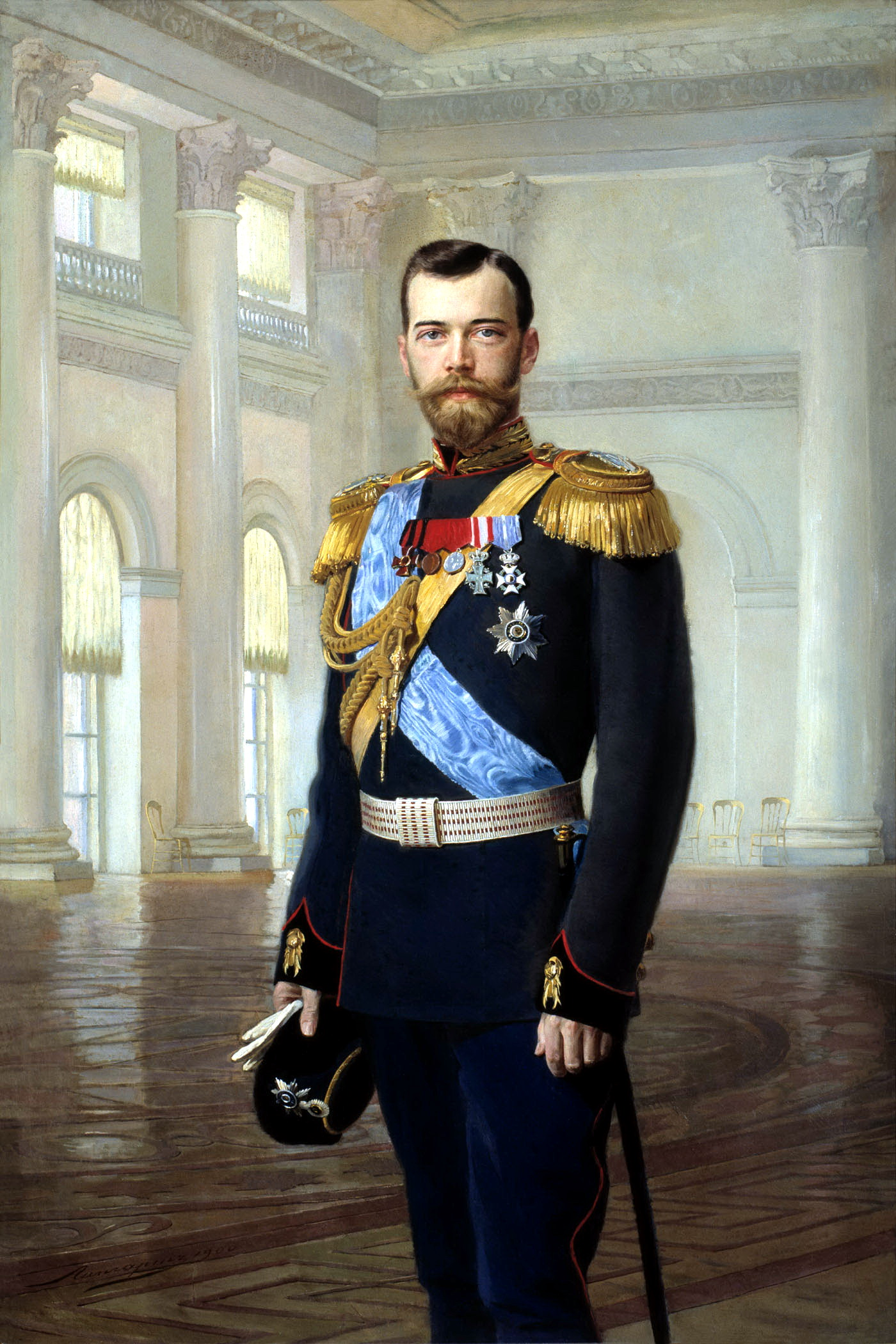
El zar Nicolás II de Rusia.

El zar Nicolás II, que llegó al trono en 1894, siguió a la política de rusificación de su padre. Los sentimientos anti-armenios fueron en aumento entre los georgianos y azeríes de Transcaucasia, inflamado por el editor del periódico oficial Kavkaz (Cáucaso), de V. L. Velichko, ferviente chauvinista ruso.

### Edicto sobre la propiedad de la iglesia armenia 1903-1904
En 1897 el zar Nicolás II nombró al anti-armenio príncipe Golitsin como gobernador de la Transcaucasia, y las escuelas armenias, las asociaciones culturales, los periódicos y las bibliotecas fueron cerradas. El nacionalismo armenio tal como lo practicaban los Dashnaks, con el gusto por la violencia revolucionaria y las políticas económicas socialistas, tuvo al principio poca aceptación dentro de la burguesía armenia, pero la represión cultural rusa les ganó más simpatías. La clase armenia rusificada, comenzó a cambiar su nombre a la forma armenia (por ejemplo, Mirzoev se convirtió en Mirzoian) y establecieron tutores privados para enseñar a sus hijos el idioma armenio.
El programa de rusificación del zar alcanzó su punto álgido con el decreto de 12 de junio de 1903, ordenando la confiscación de las propiedades de la Iglesia armenia. Los catholicos suplicaron a los rusos la anulación del decreto, pero con la denegación, se volvieron favorables a los Dashnaks. El clero armenio había sido muy prudente con los Dashnaks, condenando tanto su socialismo como su anticlericalismo, pero en ese momento los vieron como sus protectores. Los Dashnaks formaron un Comité Central para la Autodefensa en el Cáucaso y organizaron una serie de protestas entre los armenios. En Gandzak, el ejército ruso respondió disparando contra la multitud, matando a diez manifestantes, y las siguientes manifestaciones tuvieron derramamiento de sangre. Los Dashnaks y Hunchaks iniciaron una campaña de asesinatos contra funcionarios zaristas en Transcaucasia y que incluso logró herir al príncipe Golitsin. En 1904 el congreso Dashnak amplió específicamente su programa para velar por los derechos de los armenios tanto del Imperio ruso como de la Turquía otomana.

### La Revolución de 1905
Los disturbios en Transcaucasia, que también incluyeron grandes huelgas, llegaron a un punto culminante con los levantamientos generalizados en todo el Imperio ruso conocido como la Revolución de 1905. Dicho año contempló una ola de motines, huelgas y levantamientos de campesinos en toda la Rusia imperial, siendo los acontecimientos en Transcaucasia especialmente violentos. En Bakú, el centro de la industria petrolera de Rusia, las tensiones de clase se mezclaron con las rivalidades étnicas. La ciudad estaba casi totalmente compuesta por azeríes y armenios, pero los armenios de clase media tendieron a tener una mayor participación en la propiedad de las compañías petroleras y los trabajadores armenios disfrutaban generalmente de mejores salarios y condiciones de trabajo que los azeríes. En diciembre de 1904, después de una gran huelga declarada en Bakú, las dos comunidades comenzaron a dispararse en las calles y la violencia se extendió al campo. Se estima que 1500 armenios y 700 azeríes fueron asesinados en los disturbios. Los acontecimientos de 1905 convencieron al de zar Nicolás II de que era necesario un cambio de política. Sustituyó a Golitsin por el gobernador armenófilo conde Illarion Ivanovich Vorontsov-Dashkov y devolvió los bienes a la Iglesia armenia. Poco a poco se restableció el orden y la burguesía armenia, una vez más, comenzó a distanciarse de los nacionalistas revolucionarios.

### El Tribunal Popular de 1912

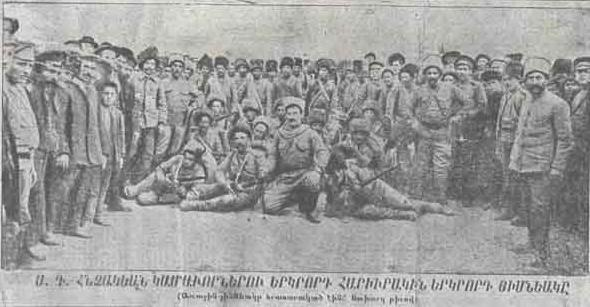
Unidad ruso-armenia durante Primera Guerra Mundial.

En enero de 1912, un total de 159 armenios fueron acusados de pertenecer a una organización antirrevolucionaria. Durante la revolución, los revolucionarios armenios se dividieron en Viejos Dashnaks, aliados con los Kadetes y en Jóvenes Dashnaks, alineados con la Revolución Soviética. Para determinar la posición de los armenios, todas las formas de Movimiento Nacional Armenio fueron juzgadas como un único grupo. Toda la intelectualidad armenia, incluidos escritores, médicos, abogados, banqueros, e incluso comerciantes fueron acusados. Cuando el tribunal terminó su labor, 64 cargos fueron sobreseídos, y el resto o bien fueron encarcelados o exiliados por diferentes períodos.

## La Primera Guerra Mundial y la independencia, 1914-1918

Mapa de la campaña del Cáucaso.

Entre 1905 y 1914, se produjo un acercamiento entre la mayoría de los armenios y las autoridades rusas. Rusia renovó su interés en el bienestar de los armenios otomanos cuando su enemigo, Alemania, se acercó al Imperio otomano.
Cuando estalló la Primera Guerra Mundial en agosto de 1914, los rusos trataron de movilizar el sentimiento patriótico de Armenia. La mayoría de las tropas armenias fueron transferidas al teatro europeo de la guerra, conocido como el frente oriental. El Imperio otomano no se sumó a la guerra mundial hasta que transcurrieron varios meses y, como la posibilidad de una campaña en el Cáucaso se acercaba, en el verano boreal de 1914, el conde Illarion Ivanovich Vorontsov-Dashkov consultó al alcalde de Tiflis Alexandre Khatsian, al primado de Tiflis, obispo Mesrop, y al destacado líder cívico Hakob Zavriev acerca de la creación de destacamentos de voluntarios armenios. Las unidades voluntarias se establecieron entre los armenios que no fuesen ciudadanos del Imperio o no estuviesen obligados a servir en el ejército. Estas unidades fueron empleadas en la Campaña del Cáucaso. Muchos de ellos vivían en el Cáucaso, y la mayoría se apresuraron a tomar las armas para liberar a su patria. En el curso de la guerra, 150 000 armenios lucharon con el Ejército de Rusia.

### Administración de Armenia occidental

"Mapa de la Administración de Armenia Occidental" transferida al mando civil bajo Hakob Zavriev en 1917 por el Ozakom del Gobierno Provisional Ruso, en el que Zavriev incluye los distritos de Trebisonda, Erzurum, Bitlis y el Vilayato de Van.

Tras la Resistencia de Van en abril de 1915, el rápido avance de Rusia en la Campaña del Cáucaso llevó a las autoridades otomanas a embarcarse en el genocidio de sus súbditos armenios. El Gobierno Provisional de Armenia dentro de la región autónoma fue inicialmente establecido en el Lago Van. El Gobierno armenio en la zona de guerra fue brevemente denominado Vaspurakan Libre, y después del avance otomano en junio de 1915, se restableció como Administración de Armenia Occidental. Con el avance otomano en junio de 1915, unos 250 000 armenios de Van y de la región vecina de Alashkerd se retiraron hacia la frontera rusa. La Transcaucasia rusa se vio inundada de refugiados procedentes de las masacres.
Aunque se obtuvieron éxitos militares contra los turcos, la máquina de guerra de Rusia comenzó a desintegrarse en el frente contra Alemania y, en febrero de 1917, el régimen zarista fue derrocado por una revolución en San Petersburgo. Los armenios rusos recibieron al nuevo gobierno con entusiasmo, con la esperanza de que aseguraría la región armenia otomana para ellos. La cuestión de la continuación de la guerra fue un tema muy polémico entre los partidos políticos de la nueva Rusia, con la mayoría a favor de una «paz democrática». Dado que las provincias de la Armenia otomana estaban bajo la ocupación militar de Rusia en la época de la revolución, los armenios creyeron que el gobierno estaría de acuerdo en defenderlas. Para ayudar, el Gobierno provisional inició la sustitución de las tropas rusas, cuyo compromiso con la continuación de la lucha estaba en duda, con tropas armenias en el Frente del Cáucaso. Sin embargo, a lo largo de 1917, el Gobierno provisional perdió apoyo entre los soldados y trabajadores rusos, disolviéndose gran parte del ejército de Transcaucasia.

### Congreso armenio de la Armenia oriental
La Revolución bolchevique de octubre de 1917 forzó la independencia de los pueblos de Transcaucasia, puesto que los bolcheviques gozaban de poco apoyo en la región. En febrero de 1918, los armenios, azeríes y georgianos formaron su propio parlamento transcaucásico. El 22 de abril de 1918, se votó por la independencia, autoproclamándose la República Democrática Federativa de Transcaucasia. Se disolvió la federación cuando Georgia declaró su independencia el 26 de mayo de dicho año. Le siguieron los armenios en el Congreso Armenio de la Armenia Oriental el 28 de mayo.
Este congreso diseñó una política para dirigir los esfuerzos bélicos y el socorro y repatriación de los refugiados. El consejo aprobó la ley para organizar la defensa del Cáucaso contra el Imperio otomano, usando la gran cantidad de suministros y munición abandonada por el ejército ruso en su partida.
El congreso específicamente ideó un control de las estructuras locales y administrativas para Transcaucasia. Incluso si el Congreso no ideó soluciones específicas para los soldados acantonados en Bakú, Tiflis, Kars, y otras milicias bajo la Administración de Armenia occidental a las órdenes del gobernador civil Hakob Zavriev, no se resistieron a la dura realidad de esos soldados al servicio de las demás fuerzas. El Congreso también seleccionó a quince miembros de la comisión ejecutiva permanente, conocida como el Consejo Nacional de Armenia, cuyo líder fue Avetis Aharonian. La primera tarea de este comité consistió en crear las condiciones para la declaración de la República Democrática de Armenia.

### República Democrática de Armenia

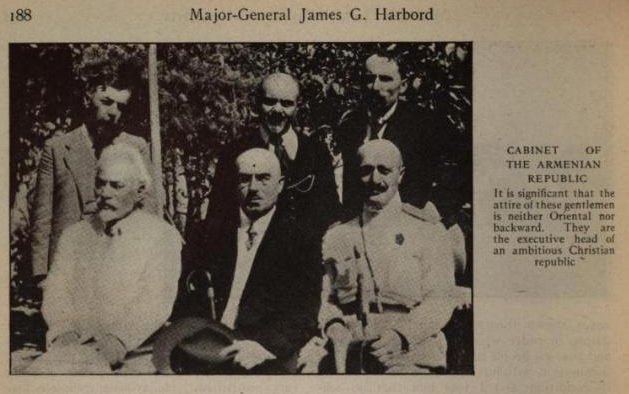
Los miembros del primer consejo fueron Hovhannes Kajaznuni, Aram Manougian y Drastamat Kanayan.

El principal problema que enfrenta el nuevo Estado era el avance del ejército otomano, que en ese momento había recobrado gran parte de Armenia occidental, pero los intereses de los tres pueblos eran muy diferentes. Por razones obvias, la defensa contra el ejército invasor era de importancia primordial para los armenios, mientras que los azeríes, que eran musulmanes, simpatizaban con los turcos. Los georgianos consideraron que sus intereses podrían estar mejor garantizados llegando a un acuerdo con los alemanes en lugar de los turcos, y el 26 de mayo de 1918, a propuesta alemana, Georgia declaró su independencia de la República de Transcaucasia. Este movimiento fue seguido, dos días más tarde, por Azerbaiyán. A regañadientes, los dirigentes Dashnak, que son los políticos armenios más poderosos de la región, declararon la formación de un nuevo Estado independiente, la República Democrática de Armenia el 28 de mayo de 1918.

### República Montañosa de Armenia

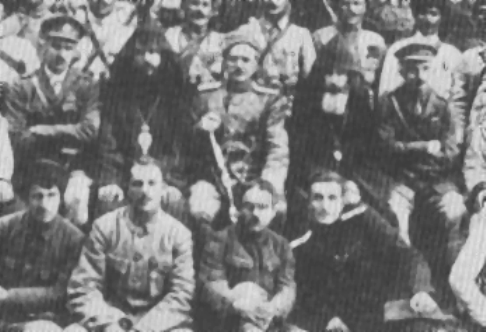
El general Andranik tras capturar Karabaj.

El Tratado de Batum fue firmado entre la República Democrática de Armenia y el Imperio otomano después de las últimas batallas de la Campaña del Cáucaso. Los otomanos habían adquirido inicialmente una parte considerable del sur del Cáucaso con el Tratado de Brest-Litovsk firmado con Rusia, y a continuación, mediante el Tratado de Batum con Armenia. Andranik Toros Ozanian rechazó esas nuevas fronteras y proclamó el nuevo Estado, cuyas actividades se concentraron en la zona de comunicación entre el Imperio otomano y la República Democrática de Azerbaiyán en Karabaj, Zanghezur y Najichevan. En enero de 1919, con el avance de las tropas armenias, las fuerzas británicas de Lionel Dunsterville ordenaron retroceder a Andranik hacia Zanghezur, y Najichevan, dándole seguridad de que este conflicto podría ser resuelto con la Conferencia de Paz de París de 1919. En dicha conferencia se proclamó la República Democrática de Armenia como estado reconocido internacionalmente y se disolvió la República Montañosa de Armenia.

### Dictadura centrocaspiana
La Dictadura Centrocaspiana fue un gobierno antisoviético apoyado por los británicos, fundado en Bakú el 1 de agosto de 1918. El gobierno estaba integrado por el Partido Socialista Revolucionario, y el Movimiento nacional armenio, mayormente formado por la Federación Revolucionaria Armenia (Dashnak). La fuerza británica “Dunsterforce” ocupó la ciudad y ayudó a las principales fuerzas armenias a defender la capital durante la Batalla de Bakú. Sin embargo, Bakú cayó el 15 de septiembre de 1918 y un ejército otomano-azerí entró en la capital, por lo que las fuerzas británicas y gran parte de la población armenia huyeron. El Imperio otomano firmó el Armisticio de Mudros el 30 de noviembre de 1918 y la fuerza de ocupación británica volvió a entrar en Bakú.